# Hora Svaté Kateřiny
Hora Svaté Kateřiny (en allemand : Sankt Katharinaberg) est une ville du district de Most, dans la région d'Ústí nad Labem, en Tchéquie. Sa population s'élevait à 438 habitants en 2021.

## Géographie
Hora Svaté Kateřiny se trouve près de la frontière avec l'Allemagne, à 19 km au nord-ouest de Most, à 33 km à l'ouest-sud-ouest d'Ústí nad Labem et à 93 km au nord-ouest de Prague.
La commune est limitée par Brandov nord-ouest, par l'Allemagne au nord-est, par Nová Ves v Horách à l'est et au sud-est, par Boleboř au sud, et par Kalek au sud-ouest.

## Histoire
La première mention écrite de la localité date de 1443.

## Administration
La commune se compose de trois quartiers :
- Hora Svaté Kateřiny
- Malý Háj
- Rudolice v Horách

## Transports
Par la route, Hora Svaté Kateřiny se trouve à 25 km de Most, à 62 km d'Ústí nad Labem et à 109 km de Prague.